# 나카야마 노보루
나카야마 노보루(일본어: 中山 昇, 1987년 7월 7일 ~ )는 일본의 전 축구 선수이다.

## 구단 경력
과거 세레소 오사카에서 활동하였다.